# Thomas Lunderquist
Thomas Lunderquist, född 1969, är en svensk kulturjournalist och radioproducent. Lunderquist producerar bland annat Filosofiska rummet i Sveriges Radio P1.